# Sahagún, Córdoba
Sahagún [, San Bernardino de] là một khu tự quản thuộc tỉnh Córdoba, Colombia. Thủ phủ của khu tự quản Sahagún [, San Bernardino de] đóng tại Sahagún Khu tự quản Sahagún [, San Bernardino de] có diện tích 993 ki lô mét vuông. Đến thời điểm ngày 28 tháng 5 năm 2005, khu tự quản Sahagún [, San Bernardino de] có dân số 92069 người.